# Спілка німецьких академій наук
Спілка німецьких Академій наук (нім. Union der deutschen Akademien der Wissenschaften) — об'єднання восьми найбільших наукових академій Німеччини.
На відміну від багатьох інших країн, у Німеччині, згідно з принципом федерального устрою держави, немає єдиної Академії наук. В цілому в країні існує сім різних академій, об'єднаних у союз, штаб-квартира якого в Майнці. Число дійсних членів і членів-кореспондентів — 1400 осіб.
Головне завдання академій — турбота про розвиток науки. Особливу увагу вони приділяють міжгалузевій науковій співпраці.
До Спілки академій наук ФРН входять:
- Баварська академія наук у Мюнхені (заснована 1759 року)
- Берлінсько-Бранденбурзька академія наук (заснована 1992 року)
- Академія наук Північного-Рейну-Вестфалії[de] в Дюссельдорфі (заснована 1970 року)
- Академія наук у Гейдельберзі (1763—1803, повторно заснована 1909 року)
- Академія наук у Геттінгені (заснована 1751 року)
- Саксонська академія наук у Лейпцигу (заснована 1846 року)
- Академія наук і літератури в Майнці (заснована 1949 року)
- Академія наук у Гамбурзі[de] (заснована 2005 року)

Крім того, в Галле розташована Академія природничих наук Німеччини «Леопольдина» (нім. Leopoldina), яка не входить до Спілки німецьких академій наук.
Академії наук виступають посередниками між наукою і суспільством, а також сприяють міжнародному науковому співробітництву. Німецькі академії наук фінансуються з бюджетних коштів федеральних земель.